# Вер (Баден-Вюртемберг)
Вер (нем. Wehr) — город в Германии, в земле Баден-Вюртемберг. Расположен на реке Вера.
Подчинён административному округу Фрайбург. Входит в состав района Вальдсхут. Население составляет 12 771 человек (на 31 декабря 2010 года). Занимает площадь 35,66 км². Официальный код — 08 3 37 116.